# Porsche Tennis Grand Prix 2022
Porsche Tennis Grand Prix 2022 là một giải quần vợt nữ chuyên nghiệp thi đấu trên mặt sân đất nện trong nhà tại Porsche Arena ở Stuttgart, Đức, từ ngày 18 đến ngày 24 tháng 4 năm 2022. Đây là lần thứ 44 giải Porsche Tennis Grand Prix được tổ chức và là một phần của WTA 500 trong WTA Tour 2022.

## Điểm và tiền thưởng

### Phân phối điểm
| Sự kiện | VĐ  | CK  | BK  | TK  | Vòng 1/16 | Vòng 1/32 | Q  | Q2 | Q1 |
| Đơn     | 470 | 305 | 185 | 100 | 55        | 1         | 25 | 13 | 1  |
| Đôi     | 470 | 305 | 185 | 100 | 1         | —         | —  | —  | —  |

### Tiền thưởng
| Sự kiện | VĐ      | CK      | BK      | TK      | Vòng 1/16 | Vòng 1/321 | Q2     | Q1     |
| Đơn     | $68,570 | $51,000 | $32,400 | $15,500 | $8,200    | $6,650     | $5,000 | $2,565 |
| Đôi*    | $25,230 | $17,750 | $10,000 | $5,500  | $3,500    | —          | —      | —      |

1Tiền thưởng vượt qua vòng loại cũng là tiền thưởng vòng 1/32.

*mỗi đội

## Nội dung đơn

### Hạt giống
| Quốc gia | Tay vợt           | Xếp hạng1 | Hạt giống |
| -------- | ----------------- | --------- | --------- |
| POL      | Iga Świątek       | 1         | 1         |
| ESP      | Paula Badosa      | 3         | 2         |
|          | Aryna Sabalenka   | 4         | 3         |
| GRE      | Maria Sakkari     | 5         | 4         |
| EST      | Anett Kontaveit   | 6         | 5         |
| CZE      | Karolína Plíšková | 7         | 6         |
| TUN      | Ons Jabeur        | 9         | 7         |
| GBR      | Emma Raducanu     | 12        | 8         |

- 1 Bảng xếp hạng vào ngày 11 tháng 4 năm 2022.[2]

### Vận động viên khác
Đặc cách:
- Jule Niemeier
- Laura Siegemund

Vượt qua vòng loại:
- Eva Lys
- Chloé Paquet
- Storm Sanders
- Nastasja Schunk

Thua cuộc may mắn:
- Tamara Korpatsch

### Rút lui
Trước giải đấu
- Victoria Azarenka → thay thế bởi  Petra Kvitová
- Danielle Collins → thay thế bởi  Zhang Shuai
- Barbora Krejčíková → thay thế bởi  Viktorija Golubic
- Jeļena Ostapenko → thay thế bởi  Bianca Andreescu
- Jasmine Paolini → thay thế bởi  Tamara Korpatsch
- Anastasia Pavlyuchenkova → thay thế bởi  Markéta Vondroušová
- Elina Svitolina → thay thế bởi  Camila Giorgi

Trong giải đấu
- Maria Sakkari

## Nội dung đôi

### Hạt giống
| Quốc gia | Tay vợt           | Quốc gia | Tay vợt        | Xếp hạng1 | Hạt giống |
| -------- | ----------------- | -------- | -------------- | --------- | --------- |
| USA      | Coco Gauff        | CHN      | Zhang Shuai    | 15        | 1         |
| USA      | Desirae Krawczyk  | NED      | Demi Schuurs   | 40        | 2         |
| UKR      | Lyudmyla Kichenok | AUS      | Storm Sanders  | 53        | 3         |
| JPN      | Shuko Aoyama      | TPE      | Chan Hao-ching | 64        | 4         |

- 1 Bảng xếp hạng vào ngày 11 tháng 4 năm 2022.

### Vận động viên khác
Đặc cách:
- Jule Niemeier /  Nastasja Schunk

Thay thế:
- Cristina Bucșa /  Tamara Zidanšek

### Rút lui
Trước giải đấu
- Ekaterine Gorgodze /  Sabrina Santamaria → thay thế bởi  Andreea Mitu /  Sabrina Santamaria
- Vivian Heisen /  Monica Niculescu → thay thế bởi  Vivian Heisen /  Panna Udvardy
- Nadiia Kichenok /  Raluca Olaru → thay thế bởi  Nadiia Kichenok /  Anastasia Rodionova
- Jasmine Paolini /  Laura Siegemund → thay thế bởi  Cristina Bucșa /  Tamara Zidanšek
- Ellen Perez /  Nicole Melichar-Martinez → thay thế bởi  Jessy Rompies /  Peangtarn Plipuech

## Nhà vô địch

### Đơn
- Iga Świątek đánh bại  Aryna Sabalenka, 6–2, 6–2

### Đôi
- Desirae Krawczyk /  Demi Schuurs đánh bại  Coco Gauff /  Zhang Shuai, 6–3, 6–4